# Schoonebeek
Schoonebeek est un village situé dans la commune néerlandaise d'Emmen, dans la province de Drenthe. Le village compte environ 4 900 habitants.
Créée en 1884 par démembrement de la commune de Dalen, l'ancienne commune de Schoonebeek a été supprimée et rattachée à celle d'Emmen le 1er janvier 1998.

## Personnalités liées à la commune
- Maruschka Detmers (1962-), actrice, est née à Schoonebeek